# 藤波勇飞
藤波勇飞（日语：／ Fujinami Yūhi，1996年5月27日—）生于三重县四日市市，是一名日本自由式摔跤运动员，2015年进入山梨学院大学。藤波于小学2年级时开始练习摔跤。他的父亲是前摔跤选手，退役后成为教练，他的妹妹藤波朱理同样也从事摔跤运动。
藤波和国家队队友高桥侑希同样来自三重县，两人就读于同一所高中，同时同样都是山梨学院大学校友，另外两人也同样在2017年世锦赛以及2018年亚运上收获奖牌。